# The Champion (singolo)
The Champion è un singolo della cantante statunitense Carrie Underwood, pubblicato il 12 gennaio 2018 e incluso come traccia bonus nel sesto album in studio Cry Pretty.

## Descrizione
Il brano, che vede la partecipazione vocale del rapper statunitense Ludacris, è stato scritto dagli stessi interpreti con Chris DeStefano e Brett James e prodotto da Jim Jonsin. È composto in chiave di Fa diesis maggiore ed ha un tempo di 91 battiti per minuto. È stato utilizzato come sigla del Super Bowl LII sul canale televisivo NBC Sports. Riguardo alla canzone, Carrie Underwood ha affermato che «l'obiettivo principale era di celebrare gli atleti al top del loro gioco, ma volevamo anche che risuonasse familiare con le persone nella loro vita quotidiana».

## Video musicale
Il videoclip, diretto da Jimmy Lynch, è stato reso disponibile il 2 giugno 2018. Ha ricevuto tre candidature ai CMT Music Awards, trionfando nella categoria "Video femminile dell'anno".

## Esibizioni dal vivo
Carrie Underwood e Ludacris si sono esibiti per la prima volta con The Champion il 23 giugno 2018, in occasione dei Radio Disney Music Awards.

## Tracce
1. The Champion (feat. Ludacris) – 3:43

## Successo commerciale
Heartbeat ha esordito in 47ª posizione della Billboard Hot 100, segnando il debutto più alto della settimana e vendendo 61 000 copie durante la sua prima settimana di disponibilità. È entrato quindi al 3º posto della Digital Songs, registrando il miglior piazzamento nella classifica di Carrie Underwood da I'll Stand by You del 2007 e di Ludacris da Tonight (I'm Fuckin' You) del 2011.

## Classifiche
| Classifica (2018) | Posizione massima |
| ----------------- | ----------------- |
| Stati Uniti       | 47                |